# قمرة أسرة
قمرة الأسِرَّة هي عربة قطار تحوي أماكن نوم غير خاصة أو شبه خاصة.

## انظر أيضًا

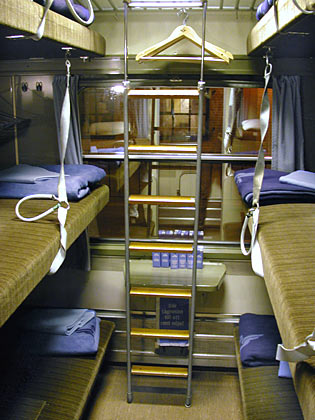
الجزء الداخلي من مقصورة العربات الأوربية النموذجية.